# Sainte-Marguerite-du-Lac-Masson
Sainte-Marguerite-du-Lac-Masson es una ciudad de la provincia de Quebec, Canadá. Está ubicada en el municipio regional de condado de Les Pays-d'en-Haut y a su vez, en la región administrativa de Laurentides. Hace parte de las circunscripciones electorales de Bertrand a nivel provincial y de Laurentides−Labelle a nivel federal.

## Geografía
Sainte-Marguerite-du-Lac-Masson se encuentra ubicada en las coordenadas 46°02′00″N 74°03′00″O / 46.03333, -74.05000. Según Statistique Canada, tiene una superficie total de 92,62 km² y es una de las 1135 municipalidades en las que está dividido administrativamente el territorio de la provincia de Quebec.

## Demografía
Según el censo de 2011, había 2740 personas residiendo en esta ciudad con una densidad poblacional de 29,6 hab./km². Los datos del censo mostraron que de las 2498 personas censadas en 2006, en 2011 hubo un aumento poblacional de 242 habitantes (9,7%). El número total de inmuebles particulares resultó de 2158 con una densidad de 23,3 inmuebles por km². El número total de viviendas particulares que se encontraban ocupadas por residentes habituales fue de 1334.